# Hindlingen
Hindlingen település Franciaországban, Haut-Rhin megyében. Lakosainak száma 631 fő (2022. január 1.). Hindlingen Fulleren, Mertzen, Strueth, Friesen, Largitzen, Hirtzbach, Lepuix-Neuf és Suarce községekkel határos.

## Népesség
A település népességének változása:
| Lakosok száma | 646  | 649  | 650  | 636  | 630  | 621  | 616  | 615  | 631  |
|               | 2013 | 2015 | 2016 | 2017 | 2018 | 2019 | 2020 | 2021 | 2022 |